# Basuki Gunawan
Basuki "Bas" Gunawan (Banyumas, 23 december 1929-2014) was een Indonesische socioloog en schrijver.

## Biografie
Gunawan werd in 1929 geboren in Banyumas op Midden-Java, wat op dat moment onderdeel was van Nederlands-Indië. Hij doorliep de Hogere Indische Kweekschool en werd na de Japanse bezetting tijdens de Indonesische revolutie lid van een guerrilla-eenheid die opereerde tegen de Nederlandse overheersing.
Later behoorde Gunawan tot de eerste lichting Indonesiërs die met een studiebeurs naar Nederland kwamen. Hij promoveerde aan de Universiteit van Amsterdam in de sociologie. Vroeg in de jaren vijftig werd hij met tbc opgenomen in het Studenten Sanatorium in Laren, waar hij tijdens zijn herstel de novelle Winarta schreef. Hierin wordt de Indonesische revolutie beschreven vanuit het perspectief van een Indonesiër. Deze wordt in 1953 als feuilleton uitgegeven in het literaire tijdschrift De Nieuwe Stem en krijgt dat jaar een eervolle vermelding bij de Reina Prinsen Geerligsprijs. Ondanks deze waardering was er geen uitgever bereid het in boekvorm op de markt te brengen.
Hij vestigde zich in Nederland, hoewel hij zijn Indonesische paspoort altijd behield. Hij trouwde Liselotte Grote, die hij in het sanatorium had leren kennen. Zij kregen twee dochters en vertaalde samen gedichten uit het Indonesisch naar het Nederlands. Gunawan promoveerde in 1965 en bleef tot aan zijn pensioen als lector verbonden aan de Universiteit van Amsterdam.
Naast zijn academische werk heeft Gunawan niet veel geschreven, in totaal 5 korte verhalen, 12 gedichten en 1 essay. Zijn korte verhalen en gedichten zijn in de periode 1955-1956 publiceerde in het maandblad Konfrontasi gepubliceerd en bevatten thema's uit het existentialisme. Er wordt gespeculeerd dat hij meer zou hebben gepubliceerd als zijn novelle Winarta destijds een uitgever had gevonden. Dat gebeurde uiteindelijk acht jaar na zijn dood in 2022. Grote ziet het echter als iets wat er bij inschoot naast zijn academische loopbaan en gezin.

## Werken

### Literaire werken
- Winarta (1954)

### Non-fictie werken
- Indonesische studenten in Nederland (1966)
- Kudeta staatsgreep in Djakarta: de achtergronden van de 30 September beweging in Indonesia (1968)

### Vertaalde werken
- Vertaling van Widji Thukul's poëzieverzameling Nyanyian Akar Rumput als Het lied van de graspollen (2003)[8]